# 哈里森海崖
77°16′S 166°22′E / 77.267°S 166.367°E
哈里森海崖是南極洲的海崖，位於羅斯島，處於伯德山西部，以新西蘭探險隊的登山者命名，該海崖現時由南極條約體系管理。